# Константін Грамені
Константін Грамені (рум. Constantin Grameni, нар. 23 жовтня 2002, Констанца) — румунський футболіст, півзахисник клубу «Рапід» (Бухарест).

## Клубна кар'єра
Народився 23 жовтня 2002 року в місті Констанца. Вихованець футбольної академії Георге Хаджі, яка співпрацювала із клубом «Вііторул». Саме у цій команді 4 квітня 2021 року він дебютував на професійному рівні в матчі Ліги I проти «Ботошані» (0:1). Загалом до кінця сезону Константін взяв участь у 13 матчах чемпіонату. 
2021 року «Вііторул» об'єднався із «Фарулом», де провів наступні три сезони своєї ігрової кар'єри. Більшість часу, проведеного у складі «Фарула», був основним гравцем команди і 2023 року виграв чемпіонат.
8 вересня 2024 року перейшов у «Рапід» (Бухарест). Станом на 22 жовтня 2024 року відіграв за бухарестську команду 5 матчів в національному чемпіонаті.

## Виступи за збірні
2018 року дебютував у складі юнацької збірної Румунії (U-16), загалом на юнацькому рівні взяв участь у 25 іграх.
З 2022 року залучався до складу молодіжної збірної Румунії. Був у заявці команди на домашній молодіжний чемпіонат Європи 2023 року, але напередодні турніру отримав турніру і був замінений на Давіда Мікулеску. Всього на молодіжному рівні зіграв у 10 офіційних матчах, забив 3 голи.

## Титули і досягнення
- Чемпіон Румунії (1):

«Фарул»: 2022/23